# Skrapa

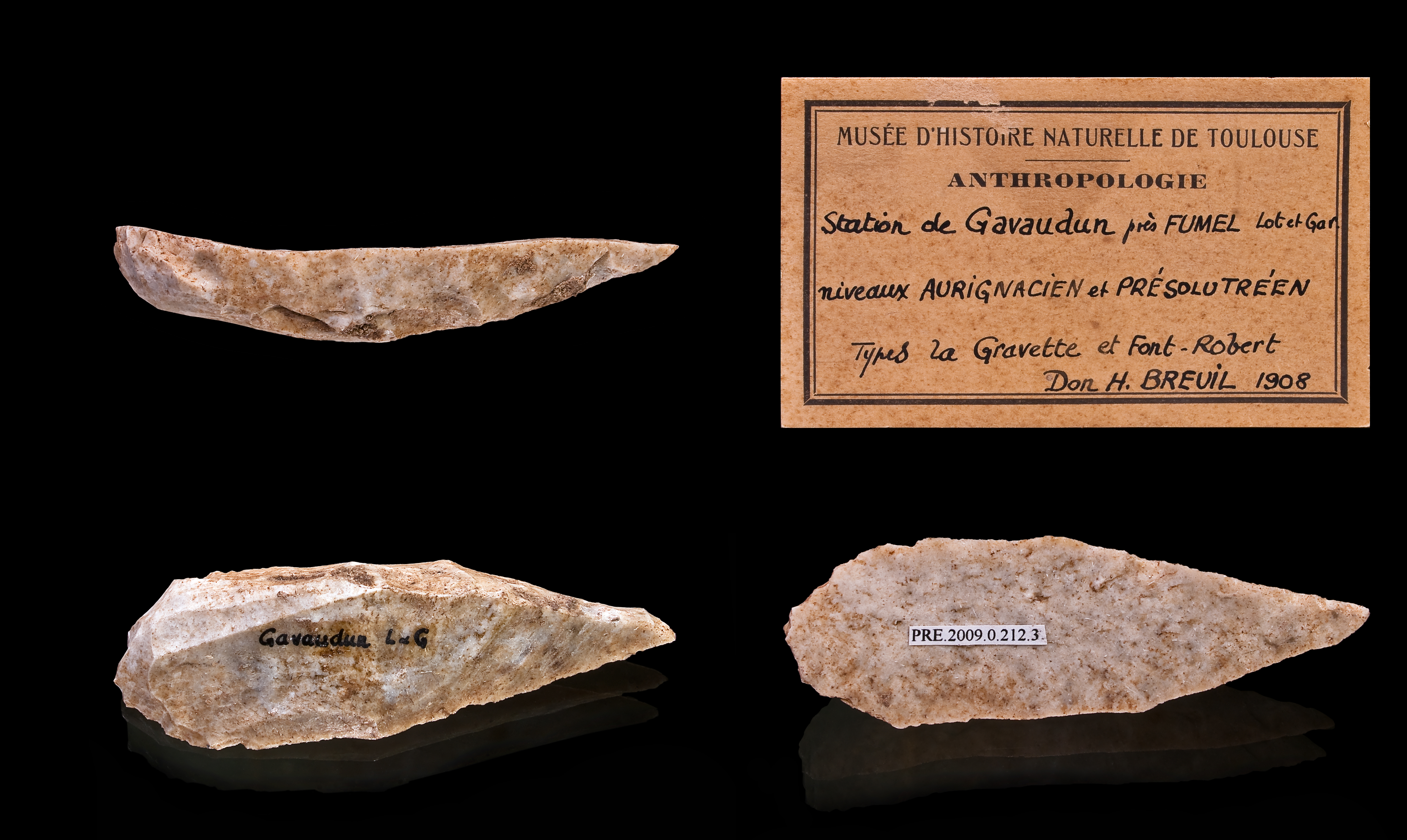
Skrapa tillverkad av ett spån

Skrapa är inom arkeologin ett kanttillhugget stenredskap med mångsidigt användningsområde. Bland annat användes skrapor för att bearbeta trä, ben och skinn. Skrapor har tillverkats i flera olika typer under hela stenåldern. 
Idag återstår vanligen endast själva skrapklingan av redskapet. Troligen hade skraporna dock ett handtag av ben eller trä, där skrapan kunde infästas i handtaget med till exempel harts. 
Skrapor kunde tillverkas av flera olika typer av sten, till exempel flinta eller kvarts, genom att ett avslag eller spån slogs från en kärna. Avslagets kanter kunde sedan retuscheras så att skrapan erhöll önskad form.     
Med hjälp av slitspårsanalyser kan det avgöras om en skrapa varit skaftad och vilket material som bearbetats med skrapan. 